# Coronaster reticulatus
Coronaster reticulatus är en sjöstjärneart som först beskrevs av Hubert Lyman Clark 1916.  Coronaster reticulatus ingår i släktet Coronaster och familjen Labidiasteridae.
Artens utbredningsområde är havet kring Nya Zeeland. Inga underarter finns listade i Catalogue of Life.